# Cantone di Valognes
Il Cantone di Valognes è una divisione amministrativa dell'arrondissement di Cherbourg.
A seguito della riforma approvata con decreto del 25 febbraio 2014, che ha avuto attuazione dopo le elezioni dipartimentali del 2015, è passato da 9 a 31 comuni.

## Composizione
I 9 comuni facenti parte prima della riforma del 2014 erano:
- Huberville
- Brix
- Lieusaint
- Montaigu-la-Brisette
- Saint-Joseph
- Saussemesnil
- Tamerville
- Valognes
- Yvetot-Bocage

Dal 2015 i comuni appartenenti al cantone sono i seguenti 31:
- Azeville
- Brix
- Écausseville
- Émondeville
- Éroudeville
- Flottemanville
- Fontenay-sur-Mer
- Fresville
- Le Ham
- Hémevez
- Huberville
- Joganville
- Lestre
- Lieusaint
- Montaigu-la-Brisette
- Montebourg
- Ozeville
- Quinéville
- Saint-Cyr
- Saint-Floxel
- Saint-Germain-de-Tournebut
- Saint-Joseph
- Saint-Marcouf
- Saint-Martin-d'Audouville
- Saussemesnil
- Sortosville
- Tamerville
- Urville
- Valognes
- Vaudreville
- Yvetot-Bocage